# Lusig
Lusig er en stedbetegnelse i Oksbøl Sogn på Als. Lusig strand, som ses på billederne ligger ved Als Fjord med udsigt til Sandvig og indsejlingerne til Alssund og Augustenborg Fjord.
55°00′41″N 9°44′19″Ø / 55.01149°N 9.738657°Ø